# Mamadou Diarra (football, 1970)
Pour les articles homonymes, voir Mamadou Diarra.
Ne doit pas être confondu avec le footballeur malien Mahamadou Diarra.
Mamadou Diarra (né le 18 octobre 1970 au Sénégal) est un joueur de football international sénégalais, qui évoluait au poste d'attaquant.

## Biographie

### Carrière en sélection
Mamadou Diarra joue en équipe du Sénégal entre 1990 et 1994.
Il participe avec le Sénégal à trois Coupes d'Afrique des nations, en 1990, 1992 et 1994. Le Sénégal se classe quatrième de la CAN en 1990.